# Кастелно д'Естретфонд
Кастелно д'Естретфонд (фр. Castelnau-d'Estrétefonds) насеље је и општина у јужној Француској у региону Миди Пирене, у департману Горња Гарона која припада префектури Тулуз.
По подацима из 2011. године у општини је живело 5674 становника, а густина насељености је износила 200,35 становника/km². Општина се простире на површини од 28,32 km². Налази се на средњој надморској висини од 118 метара (максималној 224 m, а минималној 105 m).

## Демографија
| 1962. | 1968. | 1975. | 1982. | 1990. | 1999. | 2011. |
| ----- | ----- | ----- | ----- | ----- | ----- | ----- |
| 1.240 | 1.432 | 1.570 | 1.853 | 2.518 | 2.812 | 5.674 |

График промене броја становника у току последњих година